# Bastian Wind
Bastian Wind (* 1998 oder 1999 in Deutschland) ist ein deutscher Judoka, der an den Special Olympics World Summer Games 2023 in Berlin teilnahm.

## Leben und Karriere
Wind ist Mitglied des Judovereins 1. Budokan Hünxe in Nordrhein-Westfalen (Stand 2023).
2016 gewann er bei den nationalen Special Olympics in Hannover alle Kämpfe und erhielt die Goldmedaille. Ein Jahr später wurde er bei den ID-Judo-Weltmeisterschaften in Köln Vizeweltmeister.
Für die Special Olympics World Summer Games 2019 wurde er als Ersatzathlet nominiert, kam jedoch nicht zum Einsatz.
2021 nahm Wind an dem ID-Judo-Kata Wettbewerb in Essen teil und konnte mit seinem Wettbewerbspartner Uke Mirco Meinecke bei den Haltegriffen der Katame-No-Kata die Goldmedaille gewinnen.
Nach der Turnierpause für Wettkämpfe durch die Pandemie erreichte Wind im Mai 2022 in der Kategorie bis 81 kg bei den ID-Judo-Landesmeisterschaften von Nordrhein-Westfalen den zweiten Platz. Bei den darauf folgenden Special Olympics Deutschland Sommerspielen in Berlin konnte er in der Kategorie M02a Gold gewinnen. So qualifizierte er sich für die Special Olympics World Summer Games 2023 und ist Mitglied des achtköpfigen deutschen Judoteams bei den Weltspielen. Im Dezember 2022 bestand Bastian Wind die Prüfung zum Schwarzgurt mit Auszeichnung. Bei den Internationalen Deutschen Meisterschaften im ID-Judo kam er im Mai 2023 auf den dritten Platz. Wind erlangte bei den World Games 2023 in Berlin die Silbermedaille in der Wettkampfklasse 1 (M03a).
Nach eigenen Angaben trainiert Wind in der Gold-Kraemer-Stiftung in Frechen, wo er auch als Judoka im „Zentrum für Arbeit durch Bildung und Sport (ZABS)“ beruflich tätig ist.